# Obereopsis apicaloides
Obereopsis apicaloides là một loài bọ cánh cứng trong họ Cerambycidae.